# Васильківський трамвайний парк
Васильківський трамвайний парк  — колишнє депо Київського трамвая. Обслуговувало першу лінію кінного трамвая «Хрещатик — Васильківська». Перше депо Київського трамвая.

## Історія
Васильківський парк кінного трамвая було відкрито у серпні 1891 року для обслуговування першої лінії кінного трамвая у Києві, яка називалася «Хрещатик — Васильківська». Парк розташовувався у кінці вулиці Великої Васильківської.
Депо складалося з вагонного сараю та будівлі стаєнь. У червні 1894 року було відкрито Кузнечний парк і електрифіковано Хрещатик-Васильківську лінію, тоді ж було електрифіковано і Васильківський парк.
З відкриттям Кузнечного парку було прийнято рішення щодо використання Васильківського парку виключно як підприємства з поточного та середнього ремонту вагонів. З 1894 року парк не брав участі у обслуговуванні маршрутів трамвая, а використовувався виключно як ремонтна база.
Впродовж 1904–1906 років на території Васильківського парку було збудовано Київські головні трамвайні майстерні, реконструйовані та перетворені у 1960-і роки у Київський завод електротранспорту. Підприємство знаходилося на старій території до 2006 року, поки не було переведене у Подільське трамвайне депо.
З 1921 до 1927 року парк тимчасово експлуатував пасажирські вагони унаслідок непристосованості Центрального депо до цього після бойових дій у Києві.
Територія колишнього Васильківського трамвайного парку використовується нині торговельно-розважальним центром.

## Рухомий склад
Використовувалися двовісні однокінні та парокінні відкриті і закриті вагони.